# Yardbirds
The Yardbirds je engleski rock sastav u kojem su, u različitim postavama, svirala tri poznata engleska gitarista: Eric Clapton, Jeff Beck i Jimmy Page. Na početku su bili blues sastav, da bi kasnije svirali pop i rock. Imali su tri velike uspješnice: „For Your Love”, „Over Under Sideways Down” i „Heart Full Of Soul”.
Posljednja postava ovog sastava s kraja šezdesetih ujedno je i prva postava sastava Led Zeppelina.
Yardbirds činili su sponu između britanskog rhythm and bluesa i psihodeličnog rocka. Članovi ovog sastava bili su i gitaristički inovatori šezdesetih. Prvi su upotrebljavali novoizumljene dodatke za električne gitare, koji su jako izobličavali i proizvodili potpuno novi zvuk. Osim toga, prvi su znatno pojačali glasnoću na svojim nastupima i služili se složenim dionicama improvizacija na solo gitari u svrhu glazbenih eksperimenata.
Stvaralačku postavu grupe činili su:
- Keith Relf (pjevač, usna harmonika)
- Jim McCarty (bubnjar)
- Chris Dreja (ritam gitara, basist), i
- Paul Samwell-Smith (producent, zamjenski basist).

Riječ „yardbird” na dijalektu Američkog juga doslovno znači pile, no označava i zatvorenika.
U izmijenjenoj postavi sastav se ponovo okuplja 1992. te nastupa i danas.

## Filmski nastup
Yardbirdsi su nastupili u kultnom filmu Blowup Michelangela Antonionija iz 1966. U tom filmu izvode vlastitu pjesmu „Stroll On”.  Sviraju u jednom londonskom klubu u koji navrati glavni lik Thomas (kojeg tumači David Hemmings). Na kraju ove scene Jeff Beck razbije svoju gitaru, Thomas se nakon otimanja dočepa slomljenog vrata gitare, potom iziđe iz kluba i, nakon malo razmišljanja, nezainteresirano baci vrat na ulicu.
Razbijanje gitara, pojačala i bubnjeva, bila je moda šezdesetih koju su u rock svijet uveli The Who.

## Diskografija
Objavili su 5 studijskih albuma, 10 albuma uživo, više od 7 kompilacijskih albuma, 2 EP-a, 15 singlova, 1 videoalbum i 1 soundtrack.

### Studijski albumi
- Five Live Yardbirds (1964.)
- For Your Love (1965.)
- Having a Rave Up (1965.)
- Roger the Engineer (1966.)
- Little Games (1967.)
- Birdland (2003.)